# Hughie Thomasson
Hugh Edward Thomasson Junior (Tampa, 13 agosto 1952 – Brooksville, 9 settembre 2007) è stato un cantante e chitarrista statunitense, membro fondatore degli Outlaws e chitarrista dei Lynyrd Skynyrd, dal 1996 al 2005.

## Biografia
Hughie è stato il leader e il principale cantante e chitarrista degli Outlaws, fondato da lui nel 1967. Il suo stile chitarristico e la sua voce sono importanti elementi del sound del gruppo. Il suono tipico della chitarra di Hughie è dovuto soprattutto all'utilizzo di chitarre Fender Stratocaster e occasionalmente Fender Telecaster, suonando con uno stile quasi country mischiato a veloci assoli blues. Era inoltre soprannominato The Flame per la sua notevole capacità e velocità di esecuzione e di improvvisazione.
Dopo aver continuato a suonare negli Outlaws fino a metà anni '90, riceve una chiamata dal chitarrista dei Lynyrd Skynyrd, Gary Rossington il quale lo invita a unirsi alla band in quanto da poco il chitarrista Ed King aveva lasciato la band. In quel periodo gli Outlaws non riuscivano a riscuotere grande successo, a causa dello scarso interesse del pubblico verso il Southern rock in quegli anni, così decide di entrare nei Lynyrd.
Hughie ha suonato come chitarra solista nei Lynyrd Skynyrd dal 1996 al 2005, cantando a volte come seconda voce. Hughie ha anche avuto l'onore di essere tra i primi 100 chitarristi rock al mondo, essendo anche autore di Green Grass and High Tides, in cui c'è un assolo di parecchi minuti nella versione studio, mentre in live la esibizione durava anche 20 minuti (come nell'album live del 1978 Bring It Back Alive, in cui la durata supera i 20 minuti).
Tra le canzoni scritte da lui le più conosciute sono Green Grass and High Tides, There Goes Anothere Love Song, Song For You, Stick Around for Rock and Roll. Inoltre è stato inserito nella Fender Hall Of Fame.
È morto il 9 settembre 2007, all'età di 55 anni, durante il sonno per un attacco cardiaco.